# ドニー・ビール
ドナルド・タイロン・ビール（Donald Tyrone Veal, 1984年9月18日 - ）は、アメリカ合衆国・ミシシッピ州ジャクソン出身の元プロ野球選手（投手）。左投左打。

## 経歴

### カブス傘下時代
2005年のMLBドラフトでシカゴ・カブスから2巡目（全体68位）指名され、6月30日に契約。同年は傘下のルーキー級アリゾナリーグ・カブスで4試合に登板し、0勝1敗・防御率5.06だった。8月にA-級ボイシ・ホークスへ昇格。11試合に登板し、1勝2敗・防御率2.48だった。
2006年はA級ピオリア・チーフスで14試合に登板し、5勝3敗・防御率2.69だった。6月にA+級デイトナ・カブスへ昇格。14試合に登板し、6勝2敗・防御率1.67だった。
2007年はAA級テネシー・スモーキーズで28試合に登板し、8勝10敗・防御率4.97だった。
2008年はAA級テネシーで29試合に登板し、5勝10敗・防御率4.52だった。

### パイレーツ時代
2008年12月に行われたルール・ファイブ・ドラフトで、ピッツバーグ・パイレーツから指名され移籍。
2009年3月3日にパイレーツと1年契約に合意し、自身初の開幕ロースター入りを果たした。4月7日のセントルイス・カージナルス戦でメジャーデビュー。8点ビハインドの5回裏から登板し、1回を投げ1安打1失点3四球3奪三振だった。この年は19試合に登板し、1勝0敗・防御率7.16だった。
2010年3月2日にパイレーツと1年契約に合意。3月15日にAAA級インディアナポリス・インディアンズへ異動した。この年はAAA級インディアナポリスで9試合に登板し、0勝1敗・防御率6.43だった。オフの12月2日にノンテンダーFAとなり、12月15日にパイレーツとマイナー契約を結んだ。
2011年はA+級ブレイデントン・マローダーズ、AA級アルトゥーナ・カーブ、AAA級インディアナポリス、ルーキー級ガルフ・コーストリーグ・パイレーツでプレー。AAA級インディアナポリスでは7試合に登板し、防御率5.68だった。11月2日にFAとなった。

### ホワイトソックス時代
2011年11月10日にシカゴ・ホワイトソックスと契約。
2012年3月4日にホワイトソックスと1年契約に合意。3月19日に傘下のAAA級シャーロット・ナイツへ異動した。7月18日にメジャーへ昇格。8月13日にAAA級シャーロットへ降格した。この年は24試合に登板し、0勝0敗1セーブ・防御率1.38だった。
2013年2月22日にホワイトソックスと1年契約に合意し、開幕ロースター入りした。5月1日にAAA級シャーロットへ降格したが、5月18日に再昇格。5月22日に再びAAA級へ降格した。7月13日に再昇格した。この年は50試合に登板し、2勝3敗・防御率4.60だった。
2014年3月1日にホワイトソックスと1年契約に合意し、開幕ロースター入りした。開幕後は7試合に登板したが、4月17日にDFAとなり、4月19日にAAA級シャーロットへ降格した。オフにFAとなった。

### ブレーブス時代
2014年11月11日にアトランタ・ブレーブスとマイナー契約を結んだ。
2015年シーズンは開幕を傘下のAAA級グウィネット・ブレーブスで迎え、4月30日にメジャー昇格した。3試合に登板後、5月5日にDFAとなり、6月8日に自由契約となる。

### ブレーブス退団後
2015年7月10日に独立リーグ・アトランティックリーグのロングアイランド・ダックスと契約。オフはドミニカ共和国のウィンターリーグでプレーした。12月30日、テキサス・レンジャーズとマイナー契約を結び、2016年のスプリングトレーニングに招待選手として参加することになった。

## 詳細情報

### 年度別投手成績
| 年 度     | 球 団     | 登 板 | 先 発 | 完 投 | 完 封 | 無 四 球 | 勝 利 | 敗 戦 | セ 丨 ブ | ホ 丨 ル ド | 勝 率 | 打 者 | 投 球 回 | 被 安 打 | 被 本 塁 打 | 与 四 球 | 敬 遠 | 与 死 球 | 奪 三 振 | 暴 投 | ボ 丨 ク | 失 点 | 自 責 点 | 防 御 率 | W H I P |
| --------- | --------- | ----- | ----- | ----- | ----- | -------- | ----- | ----- | -------- | ----------- | ----- | ----- | -------- | -------- | ----------- | -------- | ----- | -------- | -------- | ----- | -------- | ----- | -------- | -------- | ------- |
| 2009      | PIT       | 19    | 0     | 0     | 0     | 0        | 1     | 0     | 0        | 1           | 1.000 | 87    | 16.1     | 18       | 2           | 20       | 0     | 2        | 16       | 2     | 0        | 13    | 13       | 7.16     | 2.33    |
| 2012      | CWS       | 24    | 0     | 0     | 0     | 0        | 0     | 0     | 1        | 4           | ----  | 49    | 13.0     | 5        | 0           | 4        | 0     | 0        | 19       | 0     | 0        | 2     | 2        | 1.38     | 0.69    |
| 2013      | CWS       | 50    | 0     | 0     | 0     | 0        | 2     | 3     | 0        | 13          | .400  | 126   | 29.1     | 26       | 3           | 16       | 1     | 0        | 29       | 4     | 0        | 16    | 15       | 4.60     | 1.43    |
| 2014      | CWS       | 7     | 0     | 0     | 0     | 0        | 0     | 0     | 0        | 2           | ----  | 32    | 6.0      | 6        | 0           | 7        | 1     | 1        | 6        | 1     | 0        | 5     | 5        | 7.50     | 2.17    |
| 2015      | ATL       | 5     | 0     | 0     | 0     | 0        | 0     | 0     | 0        | 0           | ----  | 24    | 4.1      | 8        | 3           | 2        | 0     | 1        | 3        | 2     | 0        | 7     | 7        | 14.54    | 2.31    |
| 通算：5年 | 通算：5年 | 105   | 0     | 0     | 0     | 0        | 3     | 3     | 1        | 20          | .500  | 318   | 69.0     | 63       | 8           | 49       | 2     | 4        | 73       | 9     | 0        | 43    | 42       | 5.48     | 1.62    |

- 「-」は記録なし

### 背番号
- 56 (2009年)
- 46 (2012年 - 2014年)
- 32 (2015年)